# Johan Baptista van Uther
Johan Baptista van Uther, död i oktober 1597, var en nederländsk målare verksam i Sverige.
Baptista van Uther inkom till Sverige 1562 och fick en tjänst som målare vid Erik XIV:s hov med åliggande att även undervisa elever. Han var anlitad för att måla porträtt, altartavlor samt dekorationer på de kungliga slotten och var under några år den ledande konterfejaren vid Vasahovet. Det finns få uppgifter om hans härkomst och utbildning men man antar att han kan vara identisk med Baptista eller Hansken som nämns 1544 i Lukasgillets handlingar i Amsterdam som lärling till Wouter Key. Man känner inte till någon enda målning som genom sin signering kan härledas till Uther men det finns starka skäl att attribuera honom en stor del av det bevarade porträttmåleriet från tiden eftersom han var hovets ende porträttör av rang. Av hans dekorativa måleri antar man att det är Uther som utförde tre målningar med Herkulesmotiv i valvhjässorna i Kungsmakets fönsternischer på Kalmar slott varav en finns bevarad. Genom bevarade handlingar vet man att han 1578 målade altartavlor till Riddarholmskyrkan och Svartsjö slott  samt en altartavla till Stegeborgs slott 1586 men ingen av dessa är bevarade. Samt ett stort antal dekorativa målningar på Stockholms slott. Han utnämndes till hovmålare av Johan III. Uther är representerad vid bland annat Porträttsamlingen på Gripsholm.  

## Bilder

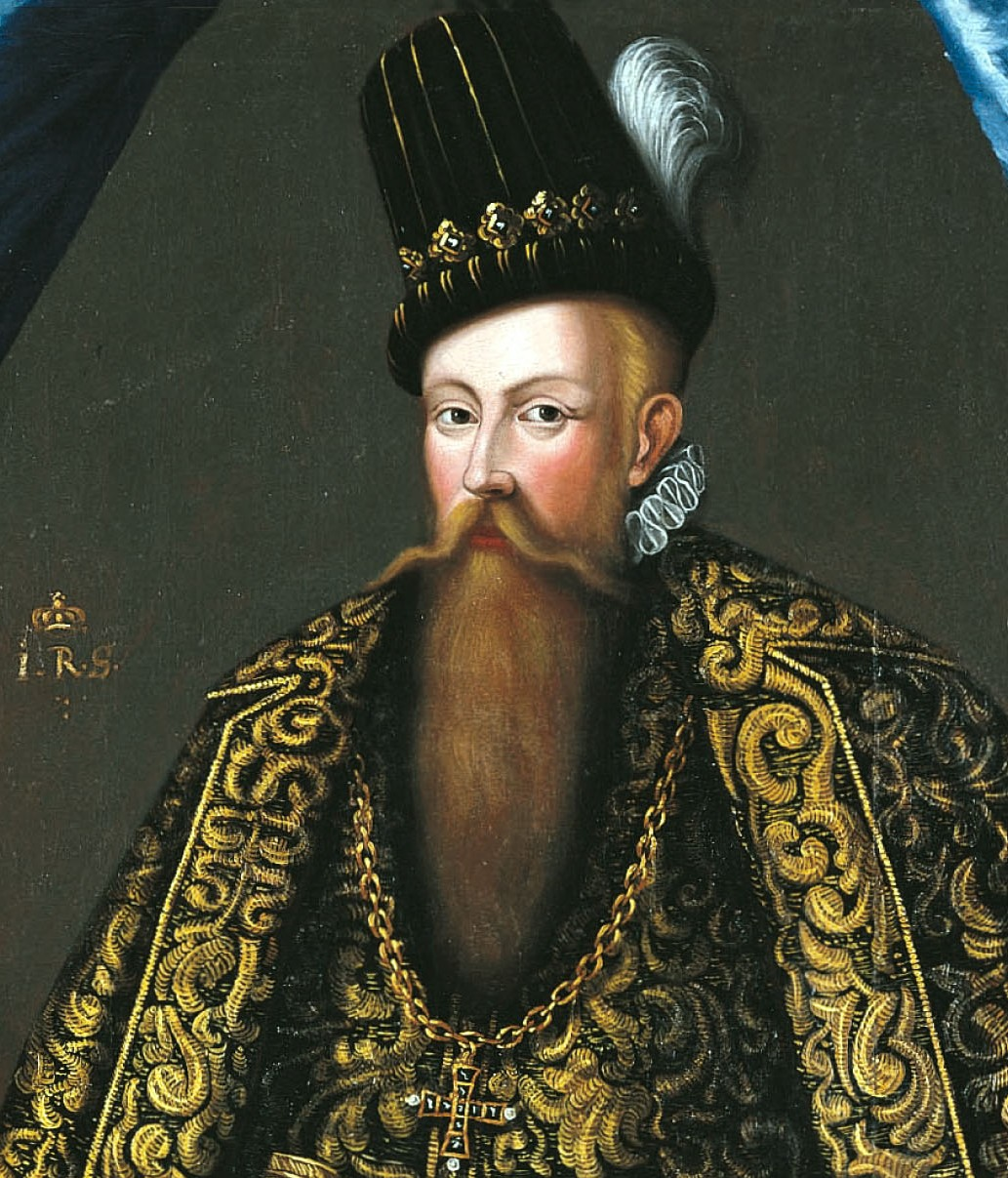
Johan III målad 1582 av Johan Baptista van Uther. Kungen är här iklädd det senaste spanska hovmodet.
Grevinnan Beata Stenbock. Förmodligen målad av van Uther 1581. Oljemålning, finns på Skoklosters slott.
Greve Per Brahe den äldre cirka. Förmodligen målad av van Uther 1581. Oljemålning, finns på Skoklosters slott.